# Endre Tilli
Endre Tilli (ur. 15 sierpnia 1922 w Budapeszcie, zm. 14 sierpnia 1958 w okolicach Shannon w Irlandii) – węgierski florecista, dwukrotny medalista olimpijski i czterokrotny medalista mistrzostw świata.
Na igrzyskach olimpijskich w Helsinkach w 1952 roku Węgrzy w składzie: Endre Tilli, Aladár Gerevich, Endre Palócz, Lajos Maszlay, Tibor Berczelly i József Sákovics zdobyli brązowy medal we florecie drużynowym. Zajął tam również dziewiąte miejsce w rywalizacji indywidualnej. Podczas rozgrywanych cztery lata później igrzysk olimpijskich w Melbourne wspólnie z Józsefem Sákovicsem, Józsefem Gyuriczą, Mihálym Fülöpem, Lajosem Somodim i Józsefem Marosim ponownie był trzeci drużynowo. W zawodach indywidualnych tym razem nie wystartował.
Podczas mistrzostw świata w Brukseli w 1953 roku razem z Aladárem Gerevichem, Józsefem Gyuriczą, Lajosem Maszlayem, Endre Palóczem i Józsefem Sákovicsem zajął trzecie miejsce w zawodach drużynowych. W konkurencji tej zdobył też złoty medal na mistrzostwach świata w Paryżu (1957), srebrny na mistrzostwach świata w Rzymie (1955) oraz kolejny brązowy na mistrzostwach świata w Luksemburgu (1954).
Po zakończeniu kariery został trenerem i objął reprezentację Egiptu. Leciał na mistrzostwa świata w Filadelfii, gdy 14 sierpnia 1958 samolot linii KLM rozbił się około 250 km od Shannon w Irlandii. Zginęli wszyscy pasażerowie, w tym Tilli.